# Świbinki (przystanek kolejowy)
Świbinki – zlikwidowany przystanek kolejowy w Świbinkach na linii kolejowej nr 365 Stary Raduszec – Bad Muskau, w powiecie żarskim, w województwie lubuskim, w Polsce.